# حسن أبو غدة
حسن عبد الغني أبو غدة (1947- 2020) أحد أبرز علماء الاقتصاد الإسلامي، والبروفيسور في الفقه المقارن والسياسة الشرعية، ومن العلماء الموسوعيين والفقهاء البارزين في بلاد الشام. حصل على الجنسية التركية عام 2018.

## نشأته
وُلد حسن بن عبد الغني بن محمد بن بشير بن حسن أبو غدة، بمدينة حلب بتاريخ 21 ربيع الأول 1366 هجريًا الموافق 12 فبراير (شباط) 1947 ميلاديًا. وابن عمّه عبد الستار أبو غدة، وعمّهما عبد الفتاح أبو غدة. عُرف حسن بأنه كان واسع الصدر سهلاً متواضعاً بشوشاً، لا تكاد الابتسامة تفارق وجهه.
حصل على بكالوريوس (الإجازة) في الشريعة من كلية الشريعـة بجامعة دمشق عام 1972، ثم ماجستير في السياسة الشرعية من كلية الشريعة والقانون بجامعة الأزهر عام 1978، وعنوان رسالته: (وحدة رئاسة الدولة وحكم تعدد الخلفاء). حصل على دكتوراه الدولة فـي الفقه والسياسة الشرعية من الكلية الزيتونيـة بالجامعة التونسية عام 1986، وعنوان رسالته: (أحكام السجن ومعاملة السجناء في الإسلام) وكانت بإشراف الأستاذ الدكتور محمد الحبيب ابن الخوجه.
عمل في جامعة الكويت، وفي معهد الشريعة بباتنة التابع لجامعة الأمير عبد القادر للعلوم الإسلامية بقسنطينة. بالإضافة إلى قسم الدراسات الإسلامية في كلية التربية بجامعة الملك سعود بالرياض وقسم العلوم الإسلامية ومركز الاقتصاد الإسلامي في جامعة صباح الدين زعيم بإسطنبول.

## مؤلفاته
1. فقه المعتقلات والسجون بين الشريعة والقانون. عرض فيه ألوان الحبس في القديم والحديث، وبين فيه أن غاية الحبس في الإسلام الزجر والاستصلاح والتقويم، لا الانتقام والتشفي والتعذيب كما كان عند غير المسلمين، وبين أسباب الحبس الجنائية والسياسية والعسكرية المتنوعة، وما يتصل بالمحبوس من الأحكام الفقهية، وتحدث عن إدارة السجن وموظفيه وحقوق السجناء، ومحاسن السجن ومساوئه.
2. معجم مصطلحات العلاقات الدولية في الفقه الإسلامي، لصالح كرسي الأمير سلطان بن عبد العزيز للدراسات الإسلامية المعاصرة بجامعة الملك سعود. تتبع فيه المؤلف الألفاظ والمصطلحات ذات الصلة بعلم العلاقات الدولية، وفيه (453) لفظاً ومصطلحاً، تمَّ تعريفها وبيان صلاتها وأحكامها الفقهية النظرية، ووقائعها التطبيقية في العصور الإسلامية، مع توثيق جميع ما ذكر من المصادر والمراجع الأصلية المتنوعة المعتبرة عند أهل الاختصاص.

وفهرس خمسة كتب فقهية مذهبية، بطلب من الموسوعة الفقهية بدولة الكويت، هي:
1. مطالب أولي النهى، للرحيباني (في الفقه الحنبلي).
2. الفروع، لابن مفلح (في الفقه الحنبلي).
3. تحفـة المحتاج بشرح المنهاج، لابن حجر الهيتمي، مع حاشيتي الشرواني وابن قاسم (في الفقه الشافعي).
4. البناية شرح الهداية، للعيني (في الفقه الحنفي).
5. المبسوط، للسرخسي (في الفقه الحنفي).

وأما المقالات فله أكثر من (700) مقالة.
وأذيع له أكثر من (700) حديث إذاعي وتلفزيوني في بعض الدول العربية.

## وفاته
توفي صباح الخميس 12 ربيع الأول 1442 هجريًا الموافق 29 أكتوبر 2020 ميلاديًا عن عمرٍ ناهز 73 عامًا، وذلك إثر إصابته بفيروس كورونا في مدينة إسطنبول.